# Ведмідь бурий
Ведмі́дь бу́рий (Ursus arctos) — вид хижих ссавців родини ведме́девих (Ursidae). Цей звір є найзнаменитіший видом своєї родини, являється одним з найбільших наземних хижаків у світі й найбільшим хижаком фауни України.

## Зовнішній вигляд
Вигляд бурого ведмедя типовий для ведмедів узагалі. У нього міцний кремезний тулуб із високою холкою, масивна голова з невеликими вухами та очима. Хвіст короткий (6,5—21 см), часто повністю прихований у шерсті. Лапи міцні, з великими невтяжними кігтями довжиною 8—15см, п'ятипалі, стопоходячі. Шерсть густа, зазвичай забарвлена рівномірно або з деяким потемнінням основного кольору на морді та лапах.
Забарвлення бурого ведмедя загалом варіює у широкому діапазоні: від світло-палевого до майже чорного; але найзвичайнішою є буро-коричнева форма. У гризлі зі Скелястих гір (США) шерсть на спині може бути світлішою на кінцях, створюючи враження сірого або сивого відтінку. Цілком сивувато-сіре забарвлення характерне для бурих ведмедів в Гімалаях та на Тянь-Шані, а рудувате — на території Сирії. У ведмежат на шиї та грудях бувають світлі відмітини, котрі з віком зникають.
Бурий ведмідь утворює кілька підвидів (географічних рас), що відрізняються розмірами і забарвленням. Найдрібніші особини водяться в Європі, найбільші — на Алясці, а також на Далекому Сході Росії (в Уссурійському краї та на Камчатці) — вони важать 500 і більше кг; були гіганти вагою 700—1000 кг. Максимальна зафіксована вага самця камчатського ведмедя становила 600 кг, середня — 350—450 кг. Є відомості про те, що в осінній період вага особливо великих камчатських особин перевищує 700 кг. Найбільший ведмідь, спійманий на острові Кадьяк для Берлінського зоопарку, важив 1134 кг. Середня вага бурого ведмедя 200—250 кілограмів. Довжина європейського бурого ведмедя зазвичай 1,2-2 м при висоті в холці близько 1 м і масі від 100 до 400 кг; гризлі помітно більші — деякі особини, ставши на задні лапи, досягають зросту 2,8-3 м; ведмеді, що живуть у Сибіру, важать 400—600 кг. Дорослі самці в середньому в 1,6 рази більші за самок.

## Розповсюдження та чисельність
В історичні часи бурий ведмідь був звичайним звіром на всій території Європи, включаючи Велику Британію та Ірландію, у північній Африці (Атлаські гори), в Азії його суцільний ареал покривав всю лісову зону (північ, Сибір), гірські масиви включно до Гімалаїв, північний Китай та Японію. В Північній Америці цей вид мешкав в західній частині континенту від Аляски до півночі Мексики.
Зараз бурий ведмідь на частині історичного ареалу знищений, а в решті місць його чисельність дуже скоротилась. В Західній Європі ізольовані популяції існують у Піренеях, Кантабрійських горах, Альпах, Апеннінах. Є досить звичайним на Скандинавському півострові та в Фінляндії, в невеликій кількості зустрічається в Центральній Європі (переважно в гірських районах), на Балканському півострові та в азійській частині Туреччини. У Східній Європі та Сибіру ареал бурого ведмедя йде суцільною смугою від заходу Росії до Камчатки; окремі популяції існують в Центральній Азії, на Кавказі та Закавказзі, Близькому Сході, в Гімалаях та Тибеті, а також на островах Хокайдо та Хонсю в Японії.
В Північній Америці бурий ведмідь населяє Аляску на схід до канадських Північно-Західної території та Юкону та ряд островів Алеутського архіпелагу. На основній території США (за виключенням Аляски) бурий ведмідь існує у вигляді кількох невеликих ізольованих популяцій в штатах Вашингтон, Айдахо, Монтана та Вайомінг.
Загалом у світі нараховується близько 200 тисяч бурих ведмедів. Найбільша популяція існує в Росії — близько 120 тисяч. В США цих тварин 32500, в Канаді — 21750 (дані по США та Канаді на 2004 рік). У Західній та Центральній Європі нараховується 14000 бурих ведмедів у десяти ізольованих популяціях, найбільша з яких — карпатська — за різними оцінками нараховує від 7000 до 7500 тварин (з яких близько 6000 знаходяться в Румунії), і є найбільшою в Європі за межами Росії.
В Україні бурий ведмідь водиться в Карпатах, де, за даними співробітників Карпатського Біосферного заповідника, восени 2005 року нараховувалось близько 200 тварин. Також поодинокі заходи бурого ведмедя іноді реєструються на півночі Чернігівської та Сумської областей: сюди заходять тварини невеликої сталої популяції, що існує в Брянських лісах (Росія), але постійних популяцій бурого ведмедя на території України за межами Карпатських гір не існує.
Останнім часом, з огляду на глобальне потепління, ареал бурого ведмедя став розширюватись на північ в приполярній та полярній зонах Євразії та Північної Америки; тут спостерігається все більше накладання ареалів бурого та білого ведмедів, наслідком якого іноді буває навіть утворення гібридів цих двох видів.

## Охорона
Бурого ведмедя занесено до Червоного Списку МСОП як «вид із найменшим ризиком» («Least concern»).

## Харчування

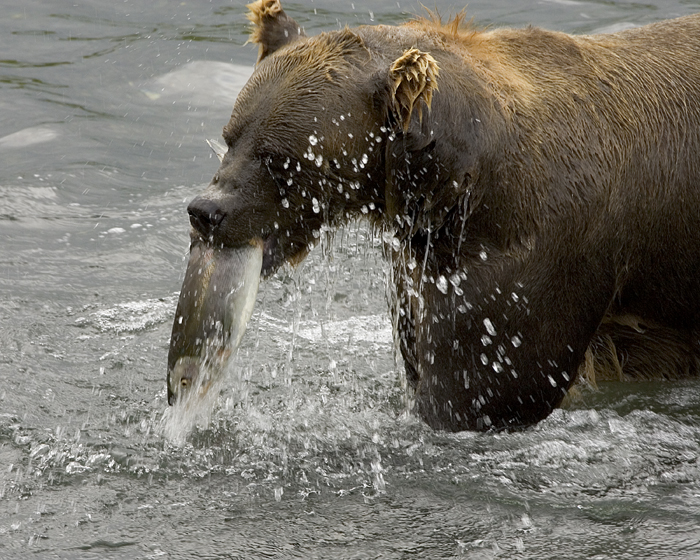
Бурий ведмідь, що ловить рибу

Попри те, що бурий ведмідь належить до хижаків, полюванням великої здобичі — лосів, кабанів, оленів — займаються далеко не всі з них, а головним чином ті, що мешкають у північній тайзі. Але і там м'ясоїдні інстинкти виявляють не всі з них, а в основному великі старі самці. Основним мисливським прийомом бурих ведмедів є підстерігання жертви в засідці, а потім швидкий ривок до неї з відстані кількох десятків метрів; але ведмідь може і переслідувати жертву на набагато більшій відстані. Полюючи на копитних, ведмеді виявляють вражаючу силу та невтомність в переслідуванні жертв.
В основному ж бурий ведмідь живиться переважно ягодами, плодами, горіхами, зеленими рослинами, комахами, їхніми личинками, рибою (особливо під час масового нересту), падлом. Але цієї їжі він зазвичай з'їдає дуже багато. Наприклад, у шлунку одного ведмедя, що нещодавно встав з барлогу, було виявлено кілька кілограмів мурах та мурашиних яєць разом із будівельним сміттям з мурашників. Годуючись на вівсяних полях, ведмеді з'їдають велику кількість зерна, а ще більше псують та витоптують. Сильно ушкоджують вони і дерева, на котрі видираються за фруктами або кедровими горіхами.
Бурі ведмеді полюбляють мед, за що цей вид і отримав свою назву у слов'янських мовах. Мед ведмеді добувають з гнізд диких бджіл, а також можуть розорювати пасіки.

## Спосіб життя

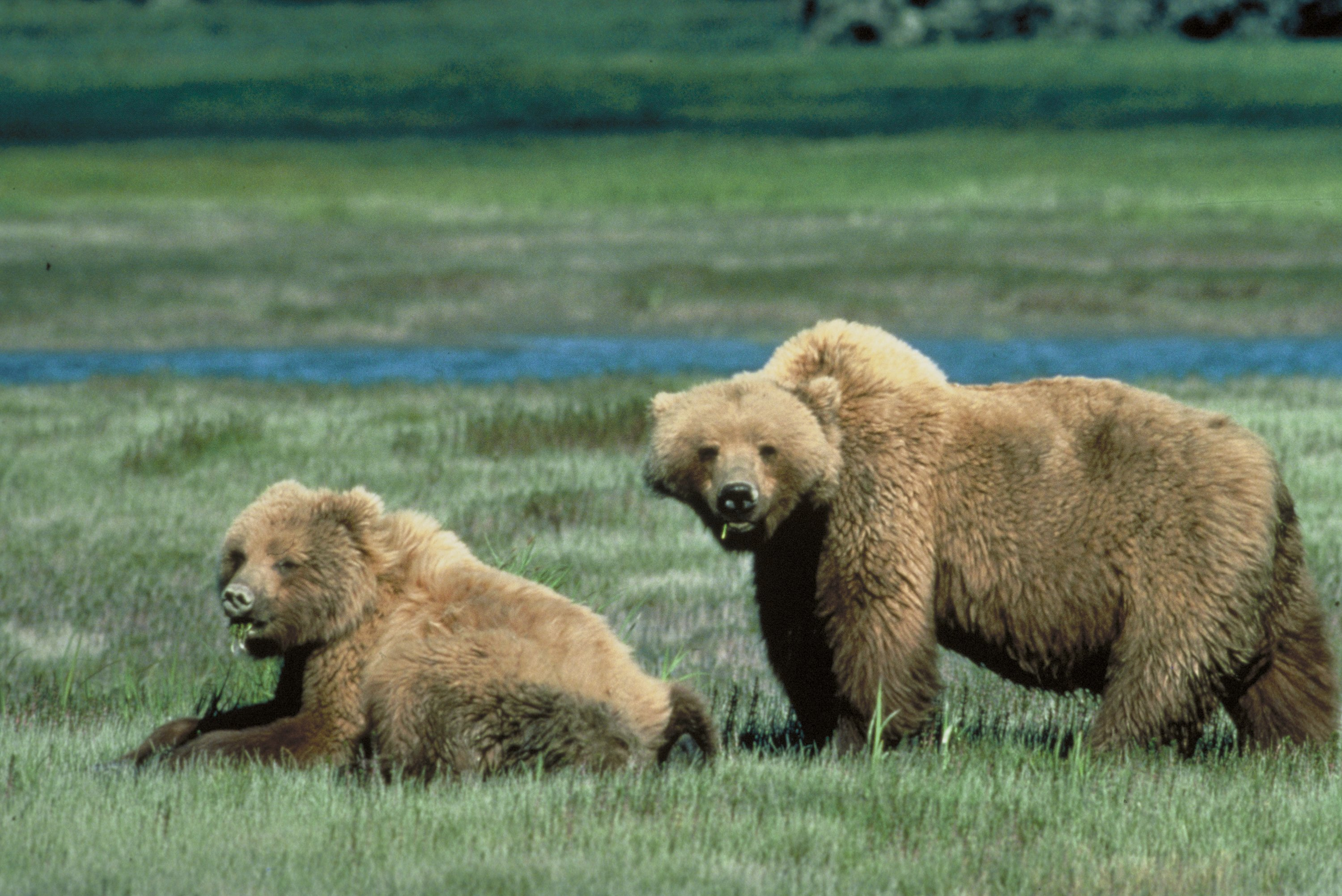
Бурі ведмеді в національному парку Єллоустоун, США

Найтиповішими місцями життя бурого ведмедя є глухі ліси з буреломом, що перемежовуються з болотами, галявинами, водоймами. Під пологом лісу бурий ведмідь знаходить притулок, відкриті ділянки слугують йому місцями пошуку їжі. Велике значення для живлення ведмедів мають поля вівса.
Може ведмідь також і заходити в тундру та високогірні ліси; в Європі він віддає перевагу гірським лісам; в Північній Америці частіше зустрічається на відкритій місцевості — в тундрі, на альпійських луках, на узбережжі морів та великих озер.
Тримається ведмідь звичайно одинаком, самки — з ведмежатами різного віку. Самці та самки територіальні, індивідуальна ділянка в середньому має площу від 50 до 400 км² (в основному розмір залежить від концентрації харчових ресурсів), причому у самців ділянка у 6—7 разів більша, ніж у самок. Кордони ділянки відмічаються запаховими відмітками та «задирами» — подряпинами на примітних деревах. Іноді ведмеді здійснюють сезонні кочівлі: так, в горах бурий ведмідь, починаючи з весни, займається пошуком їжі в долинах, де раніше сходить сніг, потім йде на альпійські луки, потім поступово спускається в лісовий пояс, де дозрівають ягоди та горіхи.
Влітку ведмідь влаштовується на відпочинок, лягаючи прямо на землю серед трави, чагарників, у моху, — тільки щоб місце було достатньо затишним та відокремленим. Восени ж ведмеді готують барліг для зимування. Але і в цьому випадку вони (особливо у південних частинах ареалу) можуть обмежуватись відкритим лігвом в густому ялиновому молодняку, біля великого дерева, або навіть на відкритій галявині, натягавши туди купу моху та ялинових гілок та склавши їх у вигляді велетенського гнізда. Часто барлоги розташовуються в ямах під захистом бурелому або коренів повалених дерев.

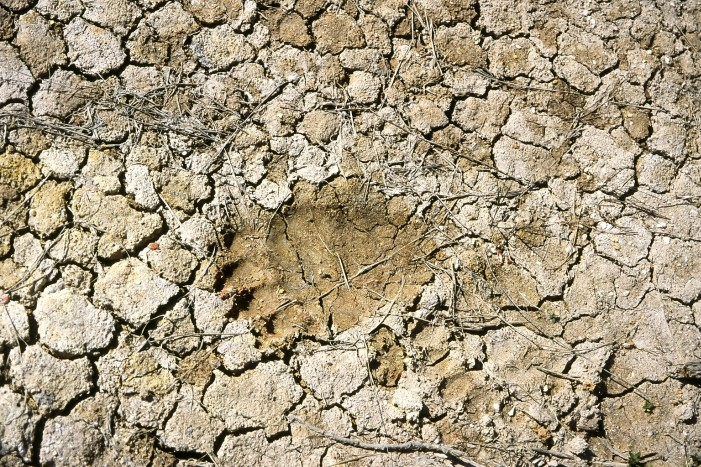
Відбиток правої передньої лапи бурого ведмедя

В деяких районах звірі риють глибокі барлоги в землі, а в горах займають печери та розщелини скель. Згори барліг заносить снігом, так що лишається тільки невеликий отвір для вентиляції, так зване «чоло». В сильні морози його краї вкриваються інеєм. Для барлогу ведмідь вибирає найнадійніші, найглухіші куточки своєї території: наприклад, на острівці посеред великого болота. Сюди звір іноді приходить за кілька десятків кілометрів і, наближуючись, всіляко плутає сліди. Іноді у ведмедів трапляються улюблені місця зимівлі, куди вони збираються з великої території. Так, одного разу у Вологодській області (Росія) на ділянці близько 20 га було виявлено 12 барлогів.
Залежно від кліматичних та інших умов ведмеді знаходяться в барлогу з жовтня — листопада до березня — квітня, і навіть пізніше, тобто, приблизно, 5—6 місяців. Найдовше в барлозі перебувають ведмедиці з новонародженими ведмежатами, найменше — старі самці. В південних частинах ареалу з теплою та кормною зимою ведмеді можуть взагалі в сплячку на зиму не залягати.
Всупереч розповсюдженій думці, ведмеді в дійсну сплячку не впадають. Їхній стан правильніше назвати зимовим сном, тому що вони зберігають повну життєздатність, чутливість, у випадку небезпеки покидають барліг та, після блукань по лісу, займають новий. Однак звірі, що дрімають у барлозі, витрачають небагато енергії, існуючи винятково за рахунок накопиченого восени жиру: з нагуляної до зими кількості (до 180 кг) витрачається, в середньому, 80—90 кг. Зима для ведмедів найважча тим, що їм важко ходити по глибокому снігу.
В деякі роки, через неврожай основних кормів, ведмеді не встигають восени достатньо відгодуватись, і взимку не залягають в сплячку. Через те вони стають бездомними «шатунами», і є дуже небезпечними для людини при зустрічі.

## Розмноження

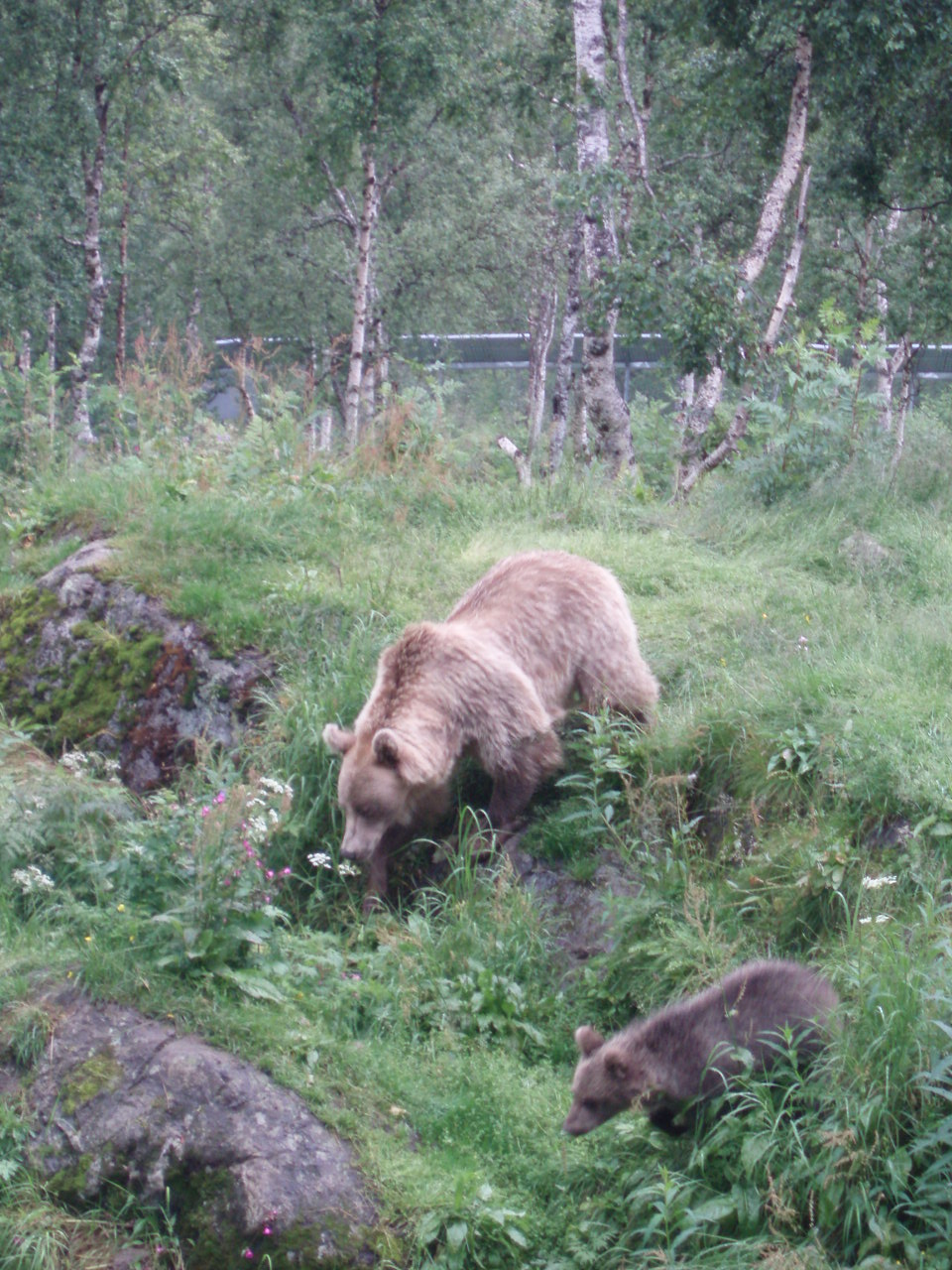
Ведмедиця з ведмежам

Самки приносять потомство раз на 2—4 роки. Тічка в них триває з травня до липня, загалом 10—30 днів. Під час гону звірі, зазвичай мовчазні, починають видавати гучне ревіння (особливо самці). Між самцями можуть виникати бійки за самку, що іноді навіть закінчуються смертю; переможець іноді може їсти переможеного. Самка може паруватись з кількома самцями під час однієї тічки.
Вагітність у ведмедиці протікає з латентною стадією, ембріон не починає розвиватись приблизно до листопада, коли самиця лягає в барліг. Всього вагітність триває 6—8 місяців, пологи відбуваються з січня до березня, коли самиця ще перебуває в зимовій сплячці. Ведмедиця народжує 2—3, зрідка 4 або навіть 5 ведмежат вагою 340—680 грамів та довжиною до 25 см, вкритих короткою рідкою шерстю, сліпих та глухих. Вушні проходи у них відкриваються на 14 день; через місяць вони прозрівають. Вже на третій місяць життя ведмежата мають повний набір молочних зубів і, окрім материнського молока, починають їсти ягоди, зелень та комах. В цьому віці вони важать близько 15 кг, і величиною приблизно як собака; до шостого місяця життя ведмежата важать 20—25 кг. Лактація та годування ведмежат молоком можуть продовжуватись до 18 місяців.
Батько своїм потомством не займається, ведмежат виховує одна самиця. Часто з ведмежатами, що народились цього року, біля самки перебувають торішні ведмежата (зазвичай також самиці), так звані «пестуни». Такі «пестуни» остаточно відділяються від матері на 3—4 році життя.
Статевої зрілості ведмеді досягають в 4—6 років, але рости продовжують до віку 10—11 років. Тривалість життя в природі — 20—30 років, в неволі — 47—50 років.

## Значення для людини

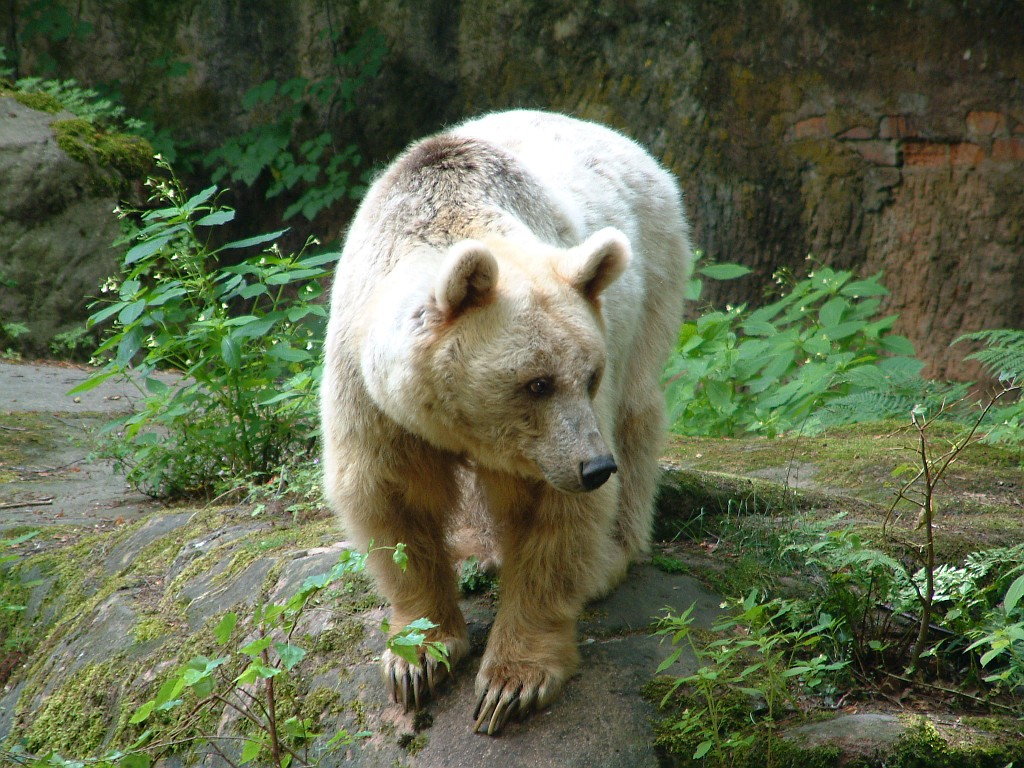
Бурий ведмідь у зоопарку міста Нюрнберг

Промислове значення бурого ведмедя невелике, полювання на нього на більшості території ареалу заборонене або обмежене. Шкуру використовують переважно для килимів, м'ясо — для харчування. Жовчний міхур використовують у традиційній азійській медицині. Місцями бурий ведмідь ушкоджує посіви (особливо овес), може розорювати пасіки та, при нестачі природних кормів, нападати на свійську худобу. Зустріч із бурим ведмедем може бути смертельно небезпечною. Як правило, цей звір уникає зустрічі з людиною, але близька випадкова зустріч, особливо з шатуном узимку або з ведмедицею, що опікує ведмежат, може закінчитись загибеллю або важкими ушкодженнями. Як вважають досвідчені мисливці, при зустрічі з ведмедем у жодному разі не можна втікати: треба залишатись на місці, очікуючи, коли ведмідь піде геть, та не роблячи різких рухів. Якщо ведмідь все ж таки пішов на людину, радять впасти ниць та не ворушитись, прикидаючись мертвим, доки звір не піде. Інколи в таких випадках ведмідь може накидати на лежачу людину купу гілок та сміття, «ховаючи» її як запас їжі.

## Підвиди
Популяційні розходження в межах виду бурий ведмідь є досить великими; колись, базуючись на них, лише у Північній Америці виділяли аж до 80 підвидів. Сьогодні бурих ведмедів об'єднують в один вид з такими підвидами:

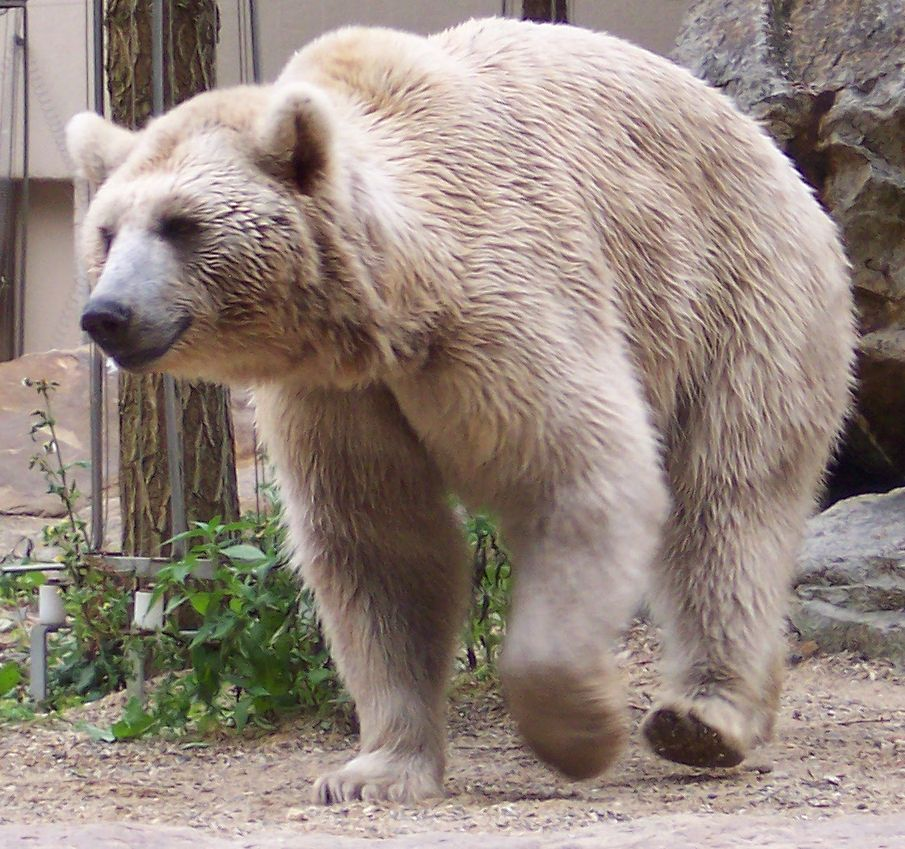
Сирійський бурий ведмідь

- Ursus arctos arctos — європейський бурий ведмідь
- Ursus arctos beringianus — сибірський бурий ведмідь (Сибір)
- †Ursus arctos californicus — каліфорнійський бурий ведмідь (Каліфорнія, зниклий)
- Ursus arctos collaris — східносибірський бурий ведмідь
- †Ursus arctos crowtheri — атласький бурий ведмідь (Атлаські гори, Північна Африка, зниклий)
- Ursus arctos dalli — бурий ведмідь острова Далл
- Ursus arctos gobiensis — гобійський бурий ведмідь (Монголія)
- Ursus arctos gyas — аляскинський бурий ведмідь
- Ursus arctos horribilis — гризлі (Канада, США)
- Ursus arctos isabellinus — гімалайський бурий ведмідь (Непал, північна Індія; за деякими версіями вважається прототипом легенд про Єті)
- Ursus arctos lasiotus — уссурійський бурий ведмідь (Далекий Схід)
- Ursus arctos marsicanus — марсиканський бурий ведмідь (центральна Італія)
- Ursus arctos middendorffi — кадьяк (Алеутські острови, острови біля південно-східного узбережжя Аляски, південно-східне узбережжя Аляски)
- †Ursus arctos nelsoni — мексиканський гризлі
- Ursus arctos priscus — степовий бурий ведмідь
- Ursus arctos pruinosus — тибетський блакитний ведмідь
- Ursus arctos pyrenaicus — піренейський бурий ведмідь
- Ursus arctos sitkensis
- Ursus arctos stikeenensis
- Ursus arctos syriacus — сирійський бурий ведмідь (Близький Схід)
- Ursus arctos yesoensis — хоккайдоський бурий ведмідь (о. Хоккайдо, північ о. Хонсю, Японія)

Наразі відомо, що в цій родині деякі види можуть давати потомство при схрещуванні з іншими видами.

## Бурий ведмідь у міфології та культурі
Ця тварина є настільки популярною, що у європейській фольклорній традиції її називають, на відміну від інших представників родини, просто «ведмідь» (індоєвропейська прамова: артко, праслов'янська мова: меду єдъ, германські мови: бер- етимологічно «бурий», українська мова: «бурмило»), і саме з нею асоціюються всі поняття, притаманні цьому слову.
У міфології та культурі різних народів ведмідь посідає чільне місце впродовж всієї історії людства. Культові зображення ведмедя відомі, починаючи з палеоліту. Ведмідь був (і подекуди є і тепер) родовим тотемом у багатьох народів Євразії. Також, завдяки міфологічному розповсюдженню, іменем цього звіра названо сузір'я Великої та Малої ведмедиць.
У геральдиці ведмідь уособлює силу та витривалість.
Його зображення присутнє на гербі Закарпаття та Карпатської України.
У Росії зображення ведмедя є на гербі Єкатеринбурга, Республіки Карелія та на емблемі партії «Єдина Росія».
У Німеччині ведмідь зображений на гербах Берліна та землі Саксонія-Ангальт; окрім того, зображення ведмедя є деталлю особистого герба папи Бенедикта XVI — німця за походженням. Також зображення ведмедя є на гербах Берну, Мадриду, на прапорі штату Каліфорнія та ін. В Фінляндії бурий ведмідь вважається національним символом країни.

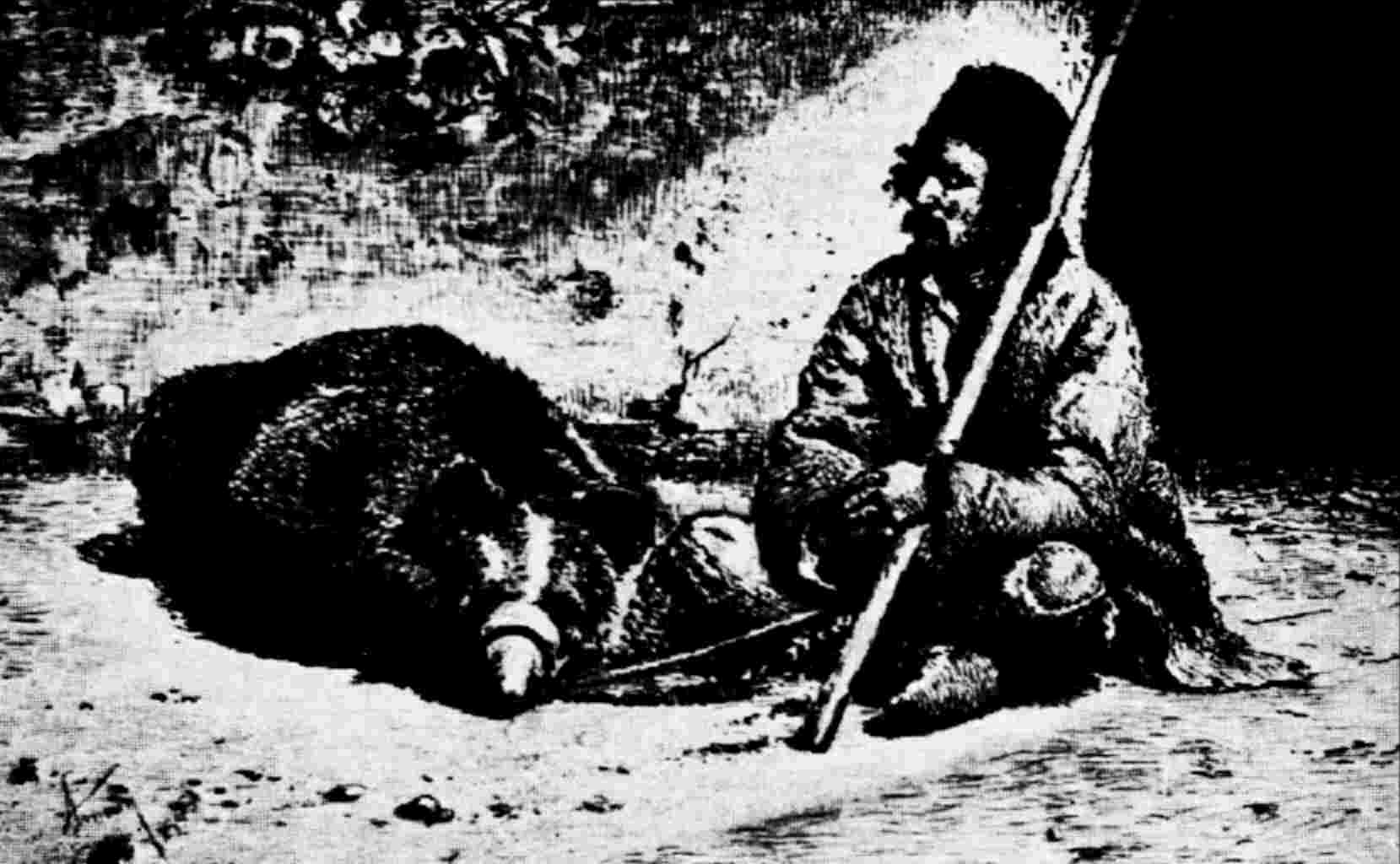
«Поводир ведмедя», гравюра 19 століття

Сморгонська ведмежа академія — жартівлива назва ловлі та дресури ведмедів, заснована князями Радзивілами у Сморгоні.
Ловля ведмедів у Біларуси існувала з XVII століття до кінця XVII століття, за іншими джерелами — до початку XIX століття. Ведмедів дресували поблизу Сморгоні. Молодих ведмедів навчали «танцювати» і  стояти на задніх лапах і переходити з однієї лапи на іншу під звуки бубна, потім навчали кланятися тощо. Поводирі-«ведмедники» з навченими звірами також ходили заробляти виступами на ярмарки в Росії, Угорщині, Німеччині і т.д., та вигідно торгували дресованими ведмедями. Сцена з навченим ведмедиком також була батлейці: виводили ляльок — блазня і ведмедя, яких називали «сморгонські учитель з учнем».
У Великому князівстві Московському з давніх часів ведмедя дресували та водили по вулицях скоморохи, цигани, бродячі циркачі. Ведмеді ходили на задніх лапах, зображали, як «соромиться наречена», як «сплять старий зі старою», як «стріляють з рушниці», як «пастухи палицею гонять стадо», в кінці вистави ведмеді обходили з бубоном публіку, щоб отримати плату. Популярним було полювання на дикого ведмедя, а також ведмежі бої, коли сміливець виходив на ведмедя з рогатиною.
До сьогодення зберігає значну популярність вираз «російський ведмідь», який посилається до ведмедя, як символу російської нації. Російський історик Вільям Похльобкін пропонував використовувати бурого ведмедя, як гербову фігуру (замість орла). 
На початку XXI століття в російському інтернеті ведмідь набув популярності як персонаж мемів «превед» та «медвед»
|                                                         |  |  |
| Пам'ятна монета - Чорнобиль. Відродження. Ведмідь бурий |  |  |

. За часів середньовіччя у Західній Європі розвагою «водіння ведмедя» славились угорці. Тотем угорців спричинив те, що сусідній з ними народ сербів називав їх і ведмедя майже однаково: сербською мовою ведмідь — це «мечак», а угорець — це «мачар». Обряд «водіння ведмедя» є не просто розвагою, а водінням тотема заради магічного прикликання добробуту. Це дає підстави дослідникам зробити висновок, що тотемом більшості фіно-угорських народів був ведмідь. В росіян ведмідь є тотемною твариною також.
«Ведмедями» також називають біржових гравців, що грають на зниження біржового курсу будь-яких цінних паперів (акцій, облігацій тощо).

## Цікаві факти
У 2011 р. на території Національного природного парку «Синевир» створено єдиний на той час в Україні реабілітаційний центр для бурих ведмедів.
У 2012 р. в Житомирській області було відкрито центр порятунку бурих ведмедів «Надія» засновником якого є міжнародний благодійний фонд «Чотири лапи».
У 2017 р. у Львівській області відкрився Ведмежий Притулок Домажир засновником якого є благодійний фонд «Чотири лапи».
Основною метою цих рекреаційних центрів — це допомога ведмедям, їх реабілітація та відновлення, порятунок їх із готелів, ресторанів, пересувних зоопарків та цирків, притравлювальних станцій, в яких тварини утримувалися у незадовільних умовах та використовувалися їхніми власниками задля розваги.